# Xystodesmidae

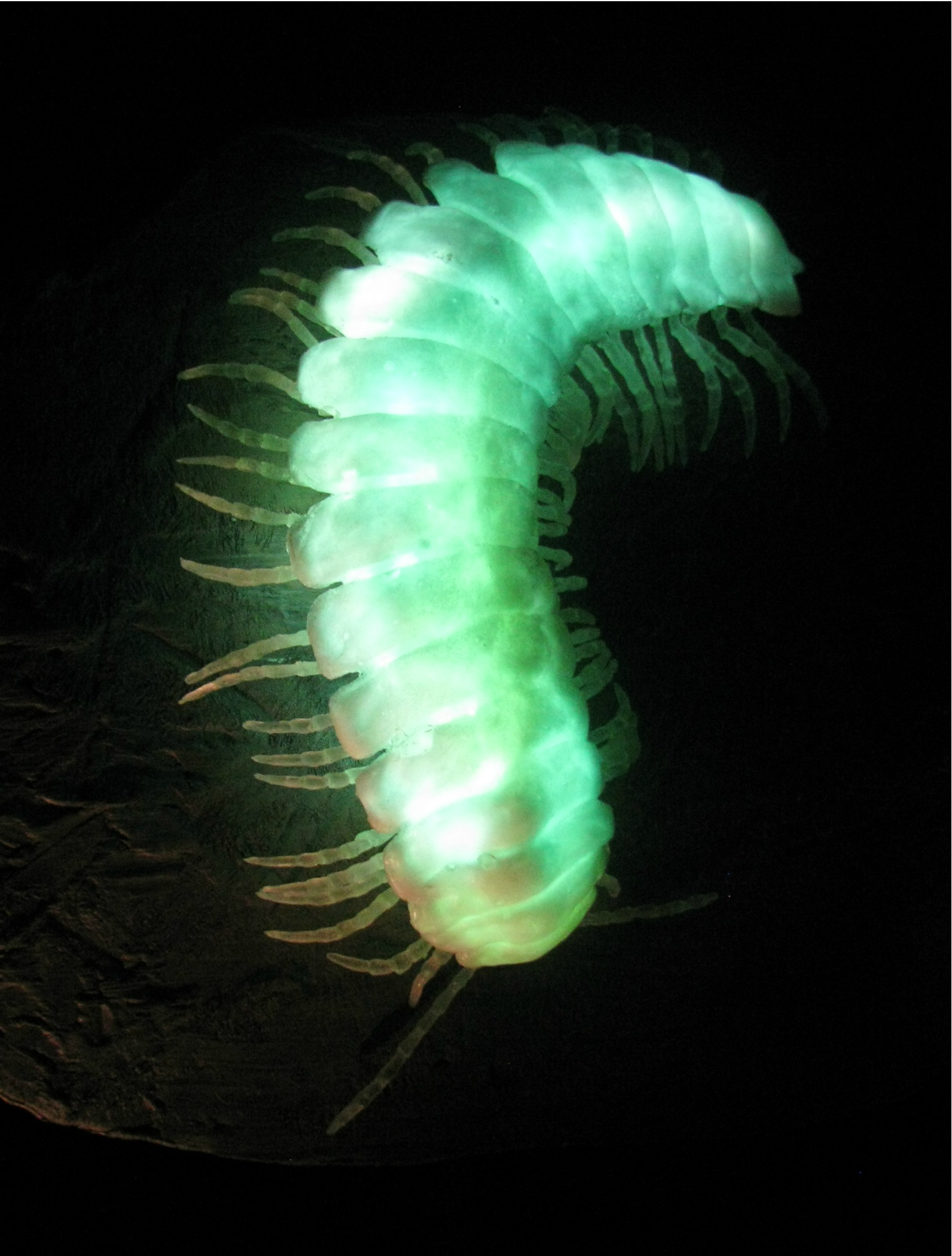
Светящиеся биолюминесцентные многоножки Motyxia

Xystodesmidae (лат.) — семейство двупарноногих многоножек из отряда многосвязов (Polydesmida). Около 400 видов.

## Распространение и экология
Центральная и Северная Америка: Евразия, Африка. Обитают во влажных смешанных лесах.
Представители семейства часто имеют очень небольшие ареалы распространения, и многие виды известны только из одной местности. Они встречаются в северном полушарии, с максимальным разнообразием в Аппалачах, где встречается треть из примерно 300 видов. Они особенно многочисленны в широколиственных лесах Средиземноморского бассейна, Африки, Азии, Центральной и Северной Америки и России.

## Описание
Двупарноногие многоножки. Длина тела колеблется от средней до крупной, от 12,1 мм у Lourdesia minuscula до 80 мм у Rhysodesmus dasypus. Основная окраска коричневая с красноватыми и жёлтыми отметинами. Живут в лесной подстилке, где питаются гниющими листьями и другими растительными остатками.
Семейство Xystodesmidae содержит множество ярких и самобытных видов, в том числе ядовитая многоножка Apheloria virginiensis (выделяет цианиды) с востока США и Harpaphe haydeniana с запада США. Светящиеся многоножки Sierra из рода Motyxia демонстрируют единственные известные примеры биолюминесценции у Polydesmida. Виды Apheloria и Brachoria в Аппалачах демонстрируют мюллеровскую мимикрию, при которой неродственные виды напоминают друг друга там, где они встречаются вместе.
Восьмая пара ног самцов Xystodesmidae видоизменяется в гоноподы, которые функционируют как копулятивные устройства для передачи сперматозоидов самке. Эти гоноподы неразветвленные и прикреплены базально к перепончатой стернальной области, окруженной широким эллиптическим отверстием. Левый и правый гоноподы разделены гибкой мембраной и могут свободно сочленяться. Однако некоторые таксоны обладают жестким стернумом между парой ног, что препятствует независимому движению. Цифоподы самок, хотя на самом деле и не видоизмененные ноги, представляют собой жёсткие концевые крышки парных общих яйцеводов. Цифоподы располагаются сзади (или заднелатерально у некоторых таксонов) по отношению ко второй паре ног и расположены в кармане между второй парой ног и стернумом 3-го кольца.
Вершина цифопода твёрдая и круглая, с бороздчатым каналом, в основании которого находится отверстие яйцевода, называемое оперкулум.

## Классификация
Около 400 видов. Семейство было впервые выделено в 1895 году американским биологом Orator F. Cook (1867—1949) после описания Xystodesmus martensii (ранее Polydesmus martensii). Информация по базовой таксономии для этого семейства скудна; например, по оценкам, род Nannaria насчитывает более 200 видов, но по состоянию на 2006 год было описано только 25. К 2022 году было описано 78 видов в Nannaria. Xystodesmidae филогенетически близко к семействам Eurymerodesmidae и Euryuridae, которые иногда включают в его состав в качестве подсемейств (Euryurinae) или триб (Eurymerodesmini, Euryurini).

### Подсемейство Melaphinae
Около 10 видов
Macellolophini
- Macellolophus

Melaphini
- Melaphe
- Ochridaphe

### Подсемейство Parafontariinae
Более 10 видов
- Parafontaria

### Подсемейство Xystodesminae

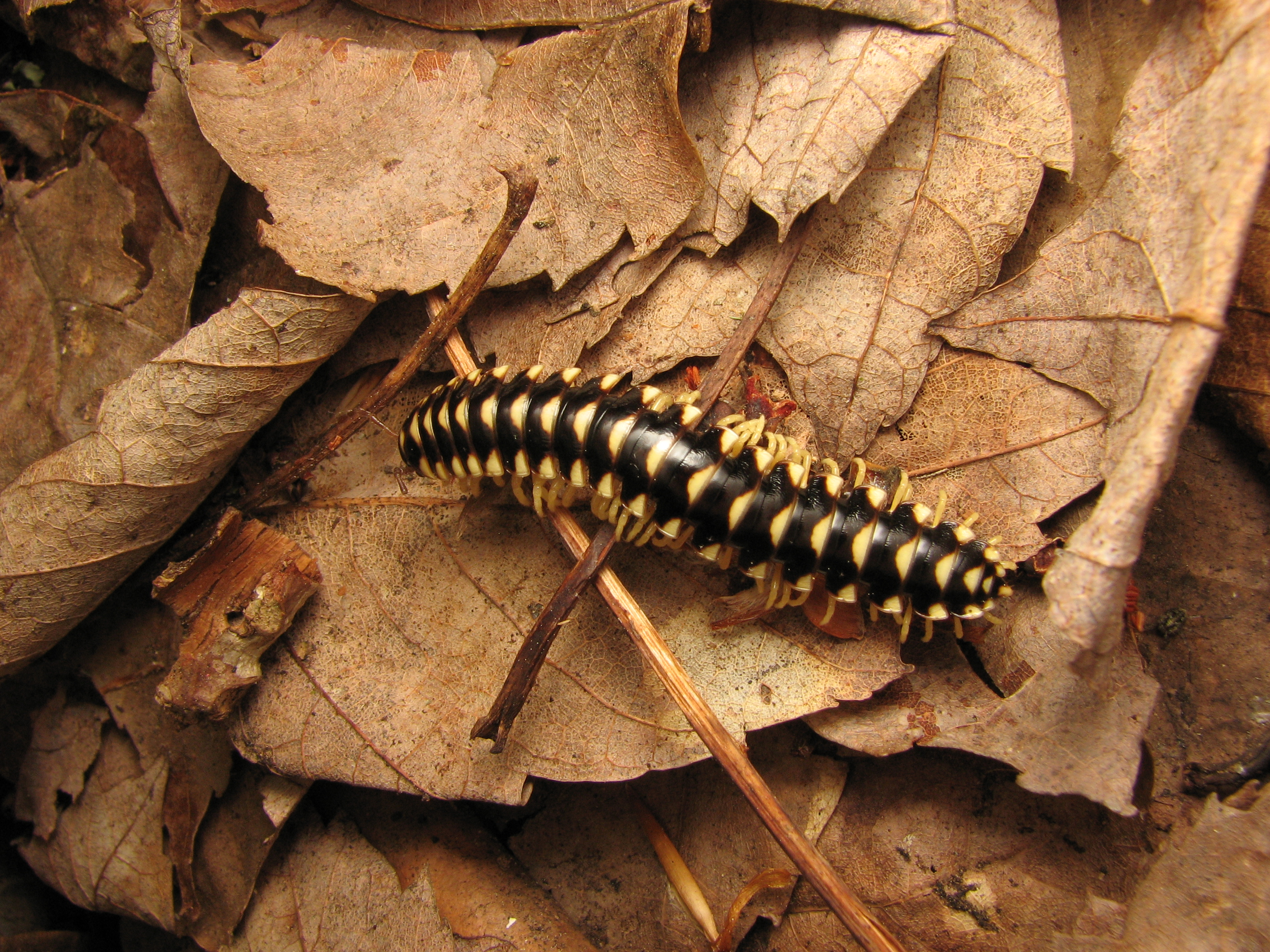
Xystodesmidae: Apheloria montana (Bollman) или Cherokia georgiana (Bollman). Purchase Knob, Smokies National Park, Haywood County, Северная Каролина, США

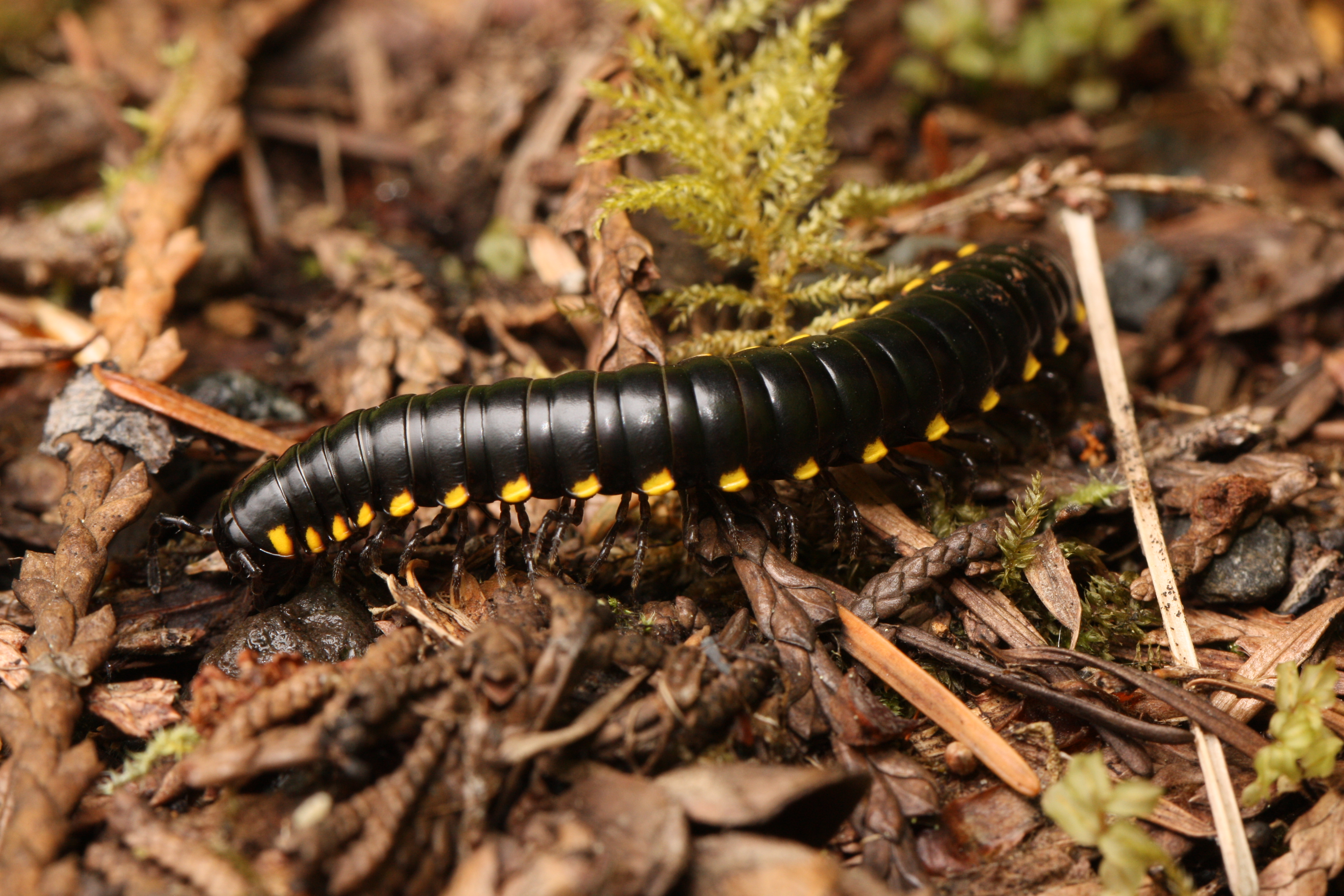
Harpaphe haydeniana, США и Канада

Большинство представителей семейства; деление на трибы по Hoffman (1999) и Marek et al. (2014).
Apheloriini Hoffman, 1980
- Apheloria
- Appalachioria
- Brachoria
- Brevigonus
- Cheiropus
- Cleptoria
- Croatania
- Deltotaria
- Dixioria
- Dynoria
- Falloria
- Furcillaria
- Lyrranea
- Prionogonus
- Rudiloria
- Sigmoria
- Stelgipus

Chonaphini Verhoeff, 1941
- Chonaphe
- Metaxycheir
- Montaphe
- Selenocheir
- Semionellus
- Tubaphe

Devilleini Brölemann, 1916
- Devillea

Nannarini Hoffman, 1964
- Nannaria
- Oenomaea

Orophini Hoffman, 1964
- Kiulinga
- Pamelaphe
- Orophe

Pachydesmini Hoffman, 1980
- Dicellarius
- Pachydesmus
- Thrinaxoria

Rhysodesmini Brolemann, 1916
- Boraria
- Cherokia
- Erdelyia
- Gyalostethus
- Pleuroloma
- Rhysodesmus
- Stenodesmus
- Caralinda
- Gonoessa
- Lourdesia
- Parvulodesmus

Sigmocheirini Causey, 1955
- Ochthocelata
- Sigmocheir

Xystocheirini Cook, 1904
- Anombrocheir
- Motyxia
- Parcipromus
- Wamokia
- Xystocheir

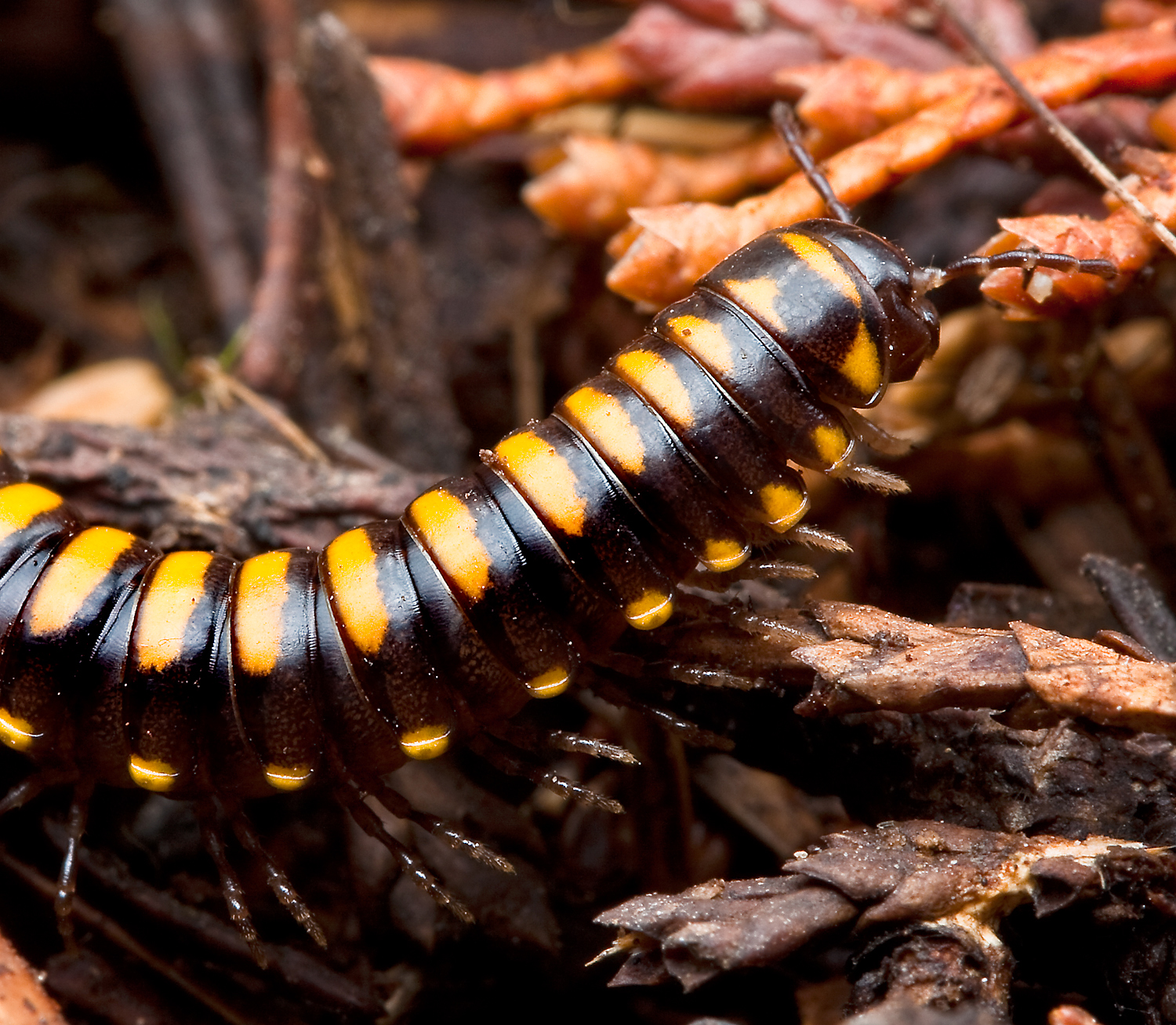
Orophe unicus, Айдахо

Xystodesmini Hoffman, 1980
- Harpaphe
- Isaphe
- Koreoaria
- Levizonus
- Riukiaria
- Thrinaphe
- Xystodesmus
- Yaetakaria